# Anglo-Russische Konvention (1907)
Die Anglo-Russische Konvention ist eine Konvention zwischen dem Russischen Kaiserreich und dem Vereinigten Königreich Großbritannien und Irland über Tibet. Das Russische Kaiserreich wurde vom Außenminister Alexander Iswolski vertreten, das Vereinigte Königreich von Botschafter Arthur Nicolson. Die Konvention wurde am 18. Augustjul. / 31. August 1907greg. in St. Petersburg unterschrieben.

## Inhalt
Das Russische Kaiserreich und das Vereinigte Königreich sicherten die Integrität Tibets zu. Sie vereinbarten darüber hinaus auch, dass Tibet als chinesische Suzeränität bestehen soll. Auch jegliche Verhandlungen mit Tibet sollen nur noch über China geschehen.
Davon unberührt blieben jedoch buddhistische rein religiöse Kontakte, bei denen ein Subjekt eines Vertragsstaates mit dem Dalai Lama oder anderen buddhistischen Einrichtungen in Verbindung treten will.
Die Vertragsstaaten sicherten sich auch gegenseitig zu, keine Repräsentanten nach Lhasa zu schicken. Weder Großbritannien noch das Russische Kaiserreich oder ihre Subjekte sollten Konzessionen jeglicher Art in Tibet erwerben oder Einkünfte zusichern lassen.
Großbritannien konnte sich allerdings in der Konvention zusichern lassen, dass die vereinbarten Handelsrechte, welche in den Abkommen mit Tibet (1904) und danach mit China (1906) ausgehandelt worden waren, von vorliegenden Abkommen unberührt bleiben.